# Torbjörn Kornbakk
Torbjörn Kornbakk (n. 28 mai 1965, Göteborg, Suedia) este un luptător suedez, medaliat olimpic. A participat la 2 ediții ale Jocurilor Olimpice (1992, 1996) în care a câștigat o medalie de bronz.